# Liste des lieux patrimoniaux de Saskatoon
Cet article recense les lieux patrimoniaux de Saskatoon inscrits au répertoire des lieux patrimoniaux du Canada, qu'ils soient de niveau provincial, fédéral ou municipal.
Pour le reste de la province, voir Liste des lieux patrimoniaux de la Saskatchewan.

## Liste
| [ 1 ] | Lieu patrimonial                                                                 | Illustration                                                  | Adresse                                               | Coordonnées      | No    | Constr. | Prot.                            | Rec. | Notes |
| ----- | -------------------------------------------------------------------------------- | ------------------------------------------------------------- | ----------------------------------------------------- | ---------------- | ----- | ------- | -------------------------------- | ---- | ----- |
| M     | 1001—11 Street East                                                              | Téléverser                                                    | 1001 11th Street East                                 | 52.119 -106.646  | 5177  | 1912    | Municipal Heritage Property      | 1983 |       |
| M     | 1020 Spadina Crescent East                                                       | Téléverser                                                    | 1020 Spadina Crescent E                               | 52.1352 -106.646 | 9209  | 1912    | Municipal Heritage Property      | 2001 |       |
| M     | 326 - 11th Street East                                                           | Téléverser                                                    | 326 11th Street East                                  | 52.1184 -106.663 | 4986  | 1884    | Municipal Heritage Property      | 1982 |       |
| M     | 416 - 21st Street East                                                           | Téléverser                                                    | 416 21st Street East                                  | 52.1268 -106.66  | 5176  |         | Municipal Heritage Property      | 1983 |       |
| M     | 711 – 723 13th Street East                                                       | Téléverser                                                    | 711-723 13th Street E                                 | 52.1211 -106.653 | 4984  | 1912    | Municipal Heritage Property      | 2000 |       |
| M     | Aden Bowman Residence                                                            | Téléverser                                                    | 1018 McPherson Avenue                                 | 52.1167 -106.671 | 13873 | 1924    | Municipal Heritage Property      | 2006 |       |
| M     | Arrand Block                                                                     | Arrand Block                                                  | 520-524 11th Street E                                 | 52.119 -106.658  | 1980  | 1912    | Municipal Heritage Property      | 1989 |       |
| M     | Bottomley House                                                                  | Téléverser                                                    | 1118 College Drive                                    | 52.1287 -106.643 | 13871 | 1912    | Municipal Heritage Property      | 2006 |       |
| M     | Bowerman Residence                                                               | Bowerman Residence                                            | 1328 Avenue K South                                   | 52.109 -106.686  | 9205  | 1907    | Municipal Heritage Property      | 1986 |       |
| M     | Cambridge Court                                                                  | Téléverser                                                    | 129 5th Avenue North                                  | 52.1293 -106.659 | 13874 | 1930    | Municipal Heritage Property      | 2007 |       |
| M     | Canadian Pacific Railway Station                                                 | Canadian Pacific Railway Station                              | 305 Idylwyld Drive N, Saskatoon, Saskatchewan         | 52.1323 -106.671 | 1519  | 1908    | Municipal Heritage Property      | 1994 |       |
| P     | College Building, University of Saskatchewan                                     | College Building, University of Saskatchewan                  | University of Saskatchewan campus                     | 52.13 -106.632   | 3099  | 1912    | Provincial Heritage Property     | 1982 |       |
| M     | F.P.Martin House                                                                 | Téléverser                                                    | 718 Saskatchewan Crescent East                        | 52.1231 -106.654 | 4981  | 1926    | Municipal Heritage Property      | 1997 |       |
| M     | Fairbanks-Morse Building                                                         | Fairbanks-Morse Building                                      | 12 23rd Street East                                   | 52.1319 -106.669 | 4985  | 1912    | Municipal Heritage Property      | 1985 |       |
| M     | Forestry Farm Superintendent's Residence                                         | Forestry Farm Superintendent's Residence                      | 1903 Forest Drive, Forestry Farm and Zoo, S7S 1G9     | 52.1167 -106.634 | 1522  | 1913    | Municipal Heritage Property      | 1990 |       |
| M     | Former Fire Hall No. 3                                                           | Former Fire Hall No. 3                                        | 612, 11th Street East                                 | 52.1204 -106.653 | 1520  | 1911    | Municipal Heritage Property      | 1991 |       |
| F     | Gare de VIA Rail (Union)                                                         | Gare de VIA Rail (Union)                                      | Chappel Dr. (south-west end of town)                  | 52.106 -106.741  | 4576  | 1964    | Heritage Railway Station         | 1996 |       |
| F     | Gare ferroviaire du Canadien Pacifique                                           | Gare ferroviaire du Canadien Pacifique                        | 305 Idylwyld Drive North                              | 52.132 -106.671  | 6502  | 1908    | Heritage Railway Station         | 1990 |       |
| M     | Hutchinson Building                                                              | Hutchinson Building                                           | 144 2nd Avenue South                                  | 52.1278 -106.664 | 4987  | 1923    | Municipal Heritage Property      | 1999 |       |
| M     | Knox United Church                                                               | Téléverser                                                    | 838 Spadina Crescent East                             | 52.1301 -106.655 | 4990  | 1914    | Municipal Heritage Property      | 2003 |       |
| P     | Land Titles Building, Saskatoon                                                  | Land Titles Building, Saskatoon                               | 311 - 21st Street East                                | 52.1262 -106.661 | 2217  | 1910    | Provincial Heritage Property     | 1985 |       |
| M     | Landa Residence                                                                  | Téléverser                                                    | 202 Avenue E South                                    | 52.1268 -106.673 | 9206  | 1913    | Municipal Heritage Property      | 2005 |       |
| M     | Larkin House                                                                     | Téléverser                                                    | 925 5th Avenue North                                  | 52.1439 -106.657 | 13875 | 1928    | Municipal Heritage Property      | 2007 |       |
| F     | Lieu historique national du Canada du College Building                           | Téléverser                                                    | E203 Administration Building 105 Administration Place | 52.1407 -106.667 | 6772  | 1912    | National Historic Site of Canada | 2000 |       |
| F     | Lieu historique national du Canada Forestry Farm Park and Zoo                    | Lieu historique national du Canada Forestry Farm Park and Zoo | Central Avenue                                        | 52.159 -106.585  | 7610  |         | National Historic Site of Canada | 1990 |       |
| F     | Lieu historique national du Canada de l'Avenue-Commémorative                     | Lieu historique national du Canada de l'Avenue-Commémorative  |                                                       | 52.1471 -106.658 | 13557 | 1923    | National Historic Site of Canada | 1992 |       |
| F     | Lieu historique national du Canada de la Gare du Canadien Pacifique de Saskatoon | Téléverser                                                    | 305 Idylwyld Drive North                              | 52.1323 -106.671 | 6773  | 1908    | National Historic Site of Canada | 1976 |       |
| M     | Little Chief Service Station                                                     | Téléverser                                                    | 344 20th Street W                                     | 52.1265 -106.675 | 4983  | 1929    | Municipal Heritage Property      | 2003 |       |
| M     | McLean Block                                                                     | Téléverser                                                    | 263 3rd Avenue South                                  | 52.1257 -106.663 | 13872 | 1912    | Municipal Heritage Property      | 2006 |       |
| M     | Old Stone School                                                                 | Old Stone School                                              | University of Saskatchewan                            | 52.1276 -106.64  | 9207  | 1887    | Preservation Agreement           | 1982 |       |
| M     | Pioneer Cemetery or Nutana Cemetery                                              | Téléverser                                                    | Ruth Street West and St. Henry Avenue                 | 52.1005 -106.684 | 4980  |         | Municipal Heritage Property      | 1982 |       |
| M     | Rugby Chapel                                                                     | Rugby Chapel                                                  | 1337 College Drive                                    | 52.1293 -106.638 | 4994  | 1911    | Municipal Heritage Property      | 1987 |       |
| M     | Saskatoon Electrical System Substation                                           | Téléverser                                                    | 619 Main Street                                       | 52.1171 -106.655 | 4989  |         | Municipal Heritage Property      | 2000 |       |
| M     | Sommerville/Petitt House                                                         | Sommerville/Petitt House                                      | 870 University Drive                                  | 52.124 -106.648  | 9208  | 1912    | Municipal Heritage Property      | 1988 |       |
| M     | St. John's Anglican Cathedral                                                    | St. John's Anglican Cathedral                                 | 816 Spadina Crescent East                             | 52.1297 -106.656 | 4992  | 1917    | Municipal Heritage Property      | 2004 |       |
| M     | The Broadway Theatre                                                             | The Broadway Theatre                                          | 715 Broadway Avenue                                   | 52.1184 -106.656 | 4988  | 1947    | Municipal Heritage Property      | 1977 |       |
| M     | The Trounce House and The Gustin House                                           | The Trounce House and The Gustin House                        | 512 10th Street East                                  | 52.1175 -106.659 | 6454  |         | Municipal Heritage Property      | 1989 |       |
| F     | Wanuskewin                                                                       | Wanuskewin                                                    |                                                       | 52.2249 -106.584 | 15685 |         | LHN                              | 1986 |       |